# الدوري التشيكوسلوفاكي 1937–38
الدوري التشيكوسلوفاكي 1937–38 هو الموسم 33 من الدوري التشيكوسلوفاكي ‏. أشرف على تنظيمه اتحاد جمهورية التشيك لكرة القدم، وكان عدد الأندية المشاركة فيه 12، وفاز فيه سبارتا براغ.